# Птица са кристалним перјем
Птица са кристалним перјем (итал. L'uccello dalle piume di cristallo) је италијански ђало хорор филм из 1970. године, режисера Дарија Арђента, са Тонијем Мусантеом, Сузи Кендал, Евом Ренци и Енриком Маријом Салермом у главним улогама. Музику за филм радио је познати италијански композитор, Енио Мориконе, а кинематографију троструки Оскаровац, Виторио Стораро. Филм је један од зачетника ђало поджанра и први у Арђентовој Трилогији животиња.
Већ после првих пар недеља премијере у Италији, филм је остварио велики комерцијални успех зарадивши 1 650 000 000 италијанских лира, чиме је удвостручен буџет. Остварио је успех и ван Италије, зарадом од 1 366 884 € у Шпанији. Изазвао је позитивне реакције и критичара и публике, па је на сајту Rotten Tomatoes оцењен са 93%. Роџер Иберт је, такође, похвалио филм у својој рецензији и упоредио га са Хичкоковим психолошким хорорима. Филмски часопис Емпајер ставио га је на 272. место листе 500 најбољих филмова свих времена.
Арђенто је за свој први филм награђен италијанским Златним глобусом и Златним пехаром, а филм је био номинован за награду „Едгар Алан По” у категорији најбољег играног филма.

## Радња
Сем Далмас је амерички писац, који долази да посети Рим заједно са својом девојком Џулијом. Вече пре повратка у САД, он постаје сведок покушаја убиства, због чега мора још неколико дана да се задржи у Италији. Сцена у којој човек обучен у црно убада ножем власницу галерије му је непрестано у глави и он започиње своју истрагу о идентитету серијског убице...

## Улоге
| Глумац                | Улога                 |
| --------------------- | --------------------- |
| Тони Мусанте          | Сем Далмас            |
| Сузи Кендал           | Џулија                |
| Енрико Марија Салермо | инспектор Моросини    |
| Ева Ренци             | Моника Ранијери       |
| Емберто Рахо          | Алберто Ранијери      |
| Ренато Романо         | професор Карло Довер  |
| Ђузепе Кастељано      | Монти                 |
| Марио Адорф           | Берто Консалви        |
| Пино Пати             | Фајена                |
| Гилдо ди Марко        | Гаруљо                |
| Росита Торош          | четврта жртва         |
| Омар Бонаро           | детектив              |
| Фулвио Мингози        | детектив              |
| Вернер Питерс         | продавац              |
| Карен Валенти         | Тина                  |
| Карла Манцини         | девојка која гледа ТВ |
| Дарио Арђенто         | руке убице            |
| Реџи Налдер           | убица у жутој јакни   |